# Котельников, Георгий Николаевич
Георгий Николаевич Котельников (1920—2002) — геолог, специалист по разведке урановых месторождений, лауреат Сталинской премии.

## Биография
Родился в Сибири в семье пограничника.
Окончил геологический факультет Томского университета (1941).
В 1941—1945 гг. геолог, начальник геологической партии Западно-Сибирского геологического управления.
В 1946—1951 гг. старший, главный геолог САО «Висмут» (ГДР). В 1952—1954 гг. гл. геолог экспедиции «Кварцит» в Румынии. В 1955—1957 гг. гл. геолог экспедиции в КНР (в провинции Хунань, г. Чанша).
В 1957—1992 гг. старший инженер, старший научный сотрудник, руководитель темы, руководитель группы ВНИИ химической технологии.
Автор статей для альманаха «Охотничьи просторы»: Из записок старого геолога — 1, 1994 (1), с. 80—89; 3, 1995 (5), с. 38—51; 4, 1996 (10), с. 46—63; 1, 1998 (15), с. 92—105; 1, 2000 (23), с. 104—118; 2, 2002 (32), с. 113—123.

## Награды и звания
Кандидат геолого-минералогических наук (1966). Мастер спорта по стрельбе.
Лауреат Сталинской премии (1949) — за разработку и осуществление новой системы горного вскрытия месторождений урана и за внедрение скоростных методов проходки горно-капитальных выработок (за открытие урановых месторождений). Тогда же награждён орденом Ленина (29.10.1949).